# Vive l'amour (film, 1994)
Pour les articles homonymes, voir Vive l'amour.
Pour plus de détails, voir Fiche technique et Distribution.
Vive l'amour (愛情萬歲, Àiqíng wànsuì) est un film taïwanais réalisé par Tsai Ming-liang, sorti en 1994.

## Synopsis
Hsiao-kang travaille dans les pompes funèbres. II vend des niches de colombariums, destinées aux cendres des morts. Mei est agente immobilière. Elle vit seule dans un petit appartement. Ah-jung vend des vêtements pour femmes dans la rue, la nuit, en face d'un grand magasin. Par une nuit d'hiver, ils s'introduisent tous les trois dans un appartement vide, au cœur de Taïpei. Ils sont ensemble. Ils sont seuls.

## Fiche technique
- Titre : Vive l'amour
- Titre original : 愛情萬歲, Àiqíng wànsuì
- Réalisation : Tsai Ming-liang
- Scénario : Tsai Ming-liang, Tsai Yi-chun et Yang Pi-ying
- Production : Chung Hu-pin, Hsu Li-kong et Jiang Feng-chyt
- Musique : Inconnu
- Photographie : Liao Pen-jung et Lin Ming-kuo
- Montage : Sung Shia-cheng
- Décors : Lee Pao-lin
- Pays de production : Taïwan
- Format : Couleurs - 1,85:1 - Stéréo - 35 mm
- Genre : Drame
- Durée : 118 minutes
- Dates de sortie : 14 septembre 1994 (festival de Toronto), 5 avril 1995 (France)

## Distribution
- Chen Chao-jung  : Ah-jung
- Lee Kang-sheng  : Hsiao-kang
- Yang Kuei-mei  : Mei Lin
- Lu Yi-ching  : Une serveuse

## Récompenses
- Prix du meilleur réalisateur, meilleur film et meilleurs effets sonores (Yang Ching-Ang), ainsi qu'une nomination au prix du meilleur acteur (Lee Kang-sheng), lors du Golden Horse Film Festival 1994.
- Lion d'or et Prix FIPRESCI lors de la Mostra de Venise 1994.
- Prix de la meilleure actrice (Yang Kuei-Mei) et du meilleur film asiatique lors du Festival international du film de Singapour 1995.